# Sozialunternehmertum
Unter Sozialunternehmertum bzw. sozialem Unternehmertum oder Social Entrepreneurship versteht man eine unternehmerische Tätigkeit, die sich innovativ, pragmatisch und langfristig für die Lösung sozialer Probleme oder allgemeiner: für einen wesentlichen, positiven Wandel einer Gesellschaft (für sog. metaökonomische Oberziele) einsetzen will. Ein Unternehmer, der eine solche Tätigkeit leitet, wird Social Entrepreneur genannt. Gebiete, auf denen sich ein Social Entrepreneur engagiert, sind zum Beispiel Bildung, Umweltschutz, Arbeitsplatzschaffung für Menschen mit Behinderungen, Armutsbekämpfung oder Menschenrechte. Der Profitgedanke steht für Social Entrepreneurs im Hintergrund, weshalb viele dieser Unternehmer in Non-Profit-Organisationen organisiert sind, andere Rechtsformen leiten oder unterstützen.
Gelegentlich wird der Begriff Social Economy als Oberbegriff für Organisationen des Dritten Sektors und marktwirtschaftliche Aktivitäten mit sozialen Zielen verwendet. Er schließt das Sozialunternehmertum ein.
In einigen Ländern lassen sich Sozialunternehmen bzw. Social Entrepreneurs registrieren und erlangen damit einen besonderen Status. Ihre steuerliche Behandlung ist international sehr uneinheitlich.
Ein ca. im Jahr 2000 geprägter Oberbegriff sowohl für Social Entrepreneurship als auch für Eco-entrepreneurship ist Sustainable Entrepreneurship oder Sustainability Entrepreneurship, kurz Sustainopreneurship. Typisch dafür ist die Verflechtung von mehreren, nicht primär auf Profit gerichteten Unternehmenszielen, z. B. von Beschäftigungsförderung, Bildung, Innovation und/oder Umweltschutz. In den letzten Jahren kamen die Cultural Heritage-Aktivitäten dazu, die sich der Erhaltung und Pflege kultureller Denkmäler und Traditionen widmen. Die zunehmend heterogenen Tätigkeitsfelder wie Sport-, Kunst- oder Recyclingprojekten in heterogenen Rechtsformen werden in jüngerer Vergangenheit häufiger mit dem ebenfalls bereits länger existierenden Konzept der Social Economy bezeichnet.
Die Versuche zur Evaluation der Wirksamkeit des Sozialunternehmens in Form der Ermittlung einer Sozialrendite bzw. des Social Impact sind methodisch noch wenig vereinheitlicht.

## Merkmale und Formen
Ein Social Entrepreneur wird in der Literatur definiert als ein Unternehmer, der (idealerweise)
- eine nicht oder bisher nur unzureichend gelöste gesellschaftliche Aufgabe auf innovative Weise zu bewältigen sucht, indem er sozialen Mehrwert produziert (sog. „metaökonomische Oberziele“ anstrebt),
- die Gewinnerzielung nicht in den Mittelpunkt seiner Aktivitäten stellt und den erzielten Gewinn nicht zu großen Teilen an Investoren ausschüttet,
- ein leistungsbasiertes Einkommen erzielt (also z. B. nicht von Subventionen lebt),
- nicht nur die Gewinne aus einem beliebigen Geschäft für die Erreichung der metaökonomischen Oberziele verwendet,
- für die Erfüllung der selbst gestellten Aufgabe eine geeignete Organisation aufbaut, welche eine nachhaltige Entwicklung für die Gesellschaft anstrebt,
- demokratische Werte und die Menschenwürde achtet,
- weitere interessierte Personen zur Mitwirkung, zum ständigen Lernen und Verbessern zu motivieren sucht und
- die nötigen finanziellen und materiellen Ressourcen akquirieren kann, ohne in Abhängigkeit von einzelnen großen Geldgebern zu geraten, und sich nicht durch limitierte Ressourcen entmutigen lässt.[5]

Die Europäische Kommission hat im Rahmen ihrer Social Business Initiative Sozialunternehmen wie folgt definiert:
„Unternehmen, für die das soziale oder gesellschaftliche gemeinnützige Ziel Sinn und Zweck ihrer Geschäftstätigkeit darstellt, was sich oft in einem hohen Maße an sozialer Innovation äußert, deren Gewinne größtenteils wieder investiert werden, um dieses soziale Ziel zu erreichen und deren Organisationsstruktur oder Eigentumsverhältnisse dieses Ziel widerspiegeln, da sie auf Prinzipien der Mitbestimmung oder Mitarbeiterbeteiligung basieren oder auf soziale Gerechtigkeit ausgerichtet sind.“
Gemäß der Definition des Social Entrepreneurship Netzwerk Deutschland ist das „primäre Ziel von Social Entrepreneurship die Lösung gesellschaftlicher Herausforderungen. Dies wird durch kontinuierliche Nutzung unternehmerischer Mittel erreicht und resultiert in neuen und innovativen Lösungen. Durch steuernde und kontrollierende Mechanismen wird sichergestellt, dass die gesellschaftlichen Ziele intern und extern gelebt werden.“
Kennzeichnend für Social Enterprises ist, dass Sachziele (d. h. Aspekte der Leistungsproduktion wie Zielrichtung und Zielgruppe) Formalziele wie z. B. Kostendeckung oder Liquiditätssicherung dominieren. Während einige Social Entrepreneurs Gewinne durch das Angebot besonderer sozialer Leistungen – z. B. die Beschäftigung von Arbeitslosen – zu erreichen suchen, stellt der Gewinn für andere ein Mittel dar, um über den Unternehmenszweck hinaus soziale Zwecke realisieren zu können. Andere Sozialunternehmen stehen eher in der Tradition der Genossenschaften und betonen den Solidar- bzw. kollektiven Selbsthilfeaspekt.
Aufgrund der speziellen ökonomischen Situation von Sozialunternehmen stellt ihre Finanzierung oftmals eine besondere Herausforderung dar. Einerseits sind die Renditechancen für Investoren aufgrund der Einkommensmodelle von Sozialunternehmen oft eingeschränkt, andererseits ergibt sich durch die „soziale Rendite“ für einige Investorentypen ein besonderer Investitionsanreiz. Seit ca. 2003 gibt es in Deutschland Risikokapitalgeber für Sozialunternehmen (Social Venturing). So engagiert sich neben privaten Stiftungen auch die KfW in diesem Bereich. Social-Venture-Capitalists erwarten keine (oder nur geringe) finanzielle, aber dafür eine soziale Rendite.
Eine besondere Variante des Social Entrepreneurship ist das Social Franchising. Die wichtigste Differenzierung gegenüber traditionellen Franchises betrifft den Zweck von Social Franchising. Obwohl es auch bei Social Franchising um Verbreitung eines Geschäftskonzepts geht, stehen bei letzterem nicht die einheitliche Marktpräsenz zur Generierung einer hohen Markenbekanntheit und Aufbau eines wiederkehrenden Kundenstocks im Vordergrund, sondern eine möglichst hohe gemeinnützige Rendite und die bestmögliche Befriedigung sozialer Bedürfnisse. Ein Beispiel ist die Ladenkette CAP.
Helga Hackenberg und Stefan Empter bezeichnen in einem von ihnen 2011 herausgegebenen Sammelband (Social Entrepreneurship – Social Business: Für die Gesellschaft unternehmen) das Phänomen als „nichts Neues“ („die Strategien des boomenden social entrepreneurship-Sektors schon“) und Social Entrepreneurship als ein begrifflich wie konzeptionell noch nicht definiertes „Phänomen im Spannungsfeld von Wirtschaft, Staat und Zivilgesellschaft“. Social Entrepreneurs füllen Lücken, die weder der Markt noch die wenig dynamischen staatlichen Aktivitäten abdecken können.

## Geschichte
Bereits in der Geschichte finden sich zahlreiche sozial engagierte Unternehmer, die ihre Projekte aus eigener Tasche oder mittels eingeworbener Spenden finanzierten, zum Beispiel:
- Florence Nightingale, die Gründerin der Florence-Nightingale-Stiftung und der Nightingale School of Nursing,
- Robert Owen, der Begründer des Genossenschaftswesens in England
- Vinoba Bhave, der Gründer der indischen Landschenkungsbewegung, der erfolgreich für die freiwillige Abgabe von Ackerland warb.

Auch Friedrich Wilhelm Raiffeisen, Hermann Schulze-Delitzsch oder Adolph Kolping handelten bereits im 19. Jahrhundert nach heutigem Verständnis sozialunternehmerisch.
Grundsätzlich waren und sind auch die Unternehmensgründungen der Alternativbewegung sozial engagiert – bis heute in Berlin Oktoberdruck, die Regenbogenfabrik und auch die Spedition Zapf Umzüge.
Auch in der Tradition des konfuzianischen Unternehmertums in China ist der soziale Nachhaltigkeitsgedanke verankert. Der chinesische Begriff des konfuzianischen Entrepreneurs (rushang 儒商) setzt sich zusammen aus den Schriftzeichen ru 儒(für rujiao儒教 „Konfuzianismus“) und shang商(für shangren 商人 „Händler, Kaufleute, Geschäftsleute, Unternehmer“). Er bezeichnet Unternehmer, die in ihrem Geschäft darauf achten, ethisch zu agieren.
Da vielen Entwicklungs- und Schwellenländern und in den angelsächsischen Industriestaaten soziale Sicherungssysteme auf einer oft unzureichenden oder auch weitgehend privaten Erbringung sozialer Dienstleistungen beruhen, hat sich dort die Idee des Social Entrepreneurship schneller verbreitet als in Deutschland, wo sie bisher auf einen ausgeprägten Wohlfahrtsstaat traf, dessen subventionierte Einrichtungen oft mit Social Entrepreneurs konkurrieren. Dennoch vollzieht sich die Entwicklung in Deutschland zu einem wesentlichen Teil innerhalb der vom Wohlfahrtsstaat abgedeckten Leistungsbereiche. Jeweils etwa ein Drittel der deutschen Sozialunternehmen arbeitete um 2012 in den Bereichen Bildung, Kinderbetreuung und Sport bzw. soziale Dienste und Gesundheit. Sie bleiben in ihrem Handeln jedoch nicht mehr auf die typischen Handlungslogiken und Ressourcen der jeweiligen Sektoren begrenzt, sondern setzen marktbasierte Einkommen, Freiwilligenengagement oder auch politisches Lobbying kombiniert ein. In diesem „hybriden“ Modus arbeiten auch immer mehr klassische Wohlfahrtsorganisationen mit Hilfe von Ausgründungen.
Der Begriff Social Entrepreneur wurde zuerst in den 1960er und 1970er Jahren in der englischsprachigen Literatur über sozialen Wandel verwendet. In den 1980er und 1990er Jahren fand der Begriff weite Verbreitung im englischsprachigen Raum. Dies ist unter anderem auf die Arbeit von Bill Drayton, den Gründer der Organisation Ashoka zur Förderung von gemeinnützigen Unternehmern zurückzuführen, aber auch auf die Verwendung des Begriffs durch den britischen Trendforscher Charles Leadbeater in seinem Buch The Rise of the Social Entrepreneur von 1997. Von den 1950er bis in die 1990er Jahre war der britische Soziologe und Politiker Michael Young einer der führenden Förderer und Unterstützer soziale Wirtschaftsbetriebe. Deshalb wurde er in den 1980er Jahren von Professor Daniel Bell an der Harvard University aufgrund seiner Rolle bei der Neugründung von über 60 Organisationen weltweit – darunter auch eine Reihe von Schulen für Social Entrepreneurs – als weltweit erfolgreichster Unternehmer im Bereich sozialer Wirtschaftsbetriebe bezeichnet. Young verstarb 2002, nach ihm wurde die 2005 gegründete Young Foundation benannt, die ihren Tätigkeitsschwerpunkt in der Stimulierung sozialer Innovationen in Gemeinden sieht.
Etwa seit 1998 wurde die Idee des Social Entrepreneurship auch in Deutschland popularisiert, v. a. durch die in diesem Jahr erfolgte Gründung der Schwab Foundation durch das Weltwirtschaftsforum.
Seit ca. 2005 sind in vielen Ländern Verbände von Sozialunternehmen entstanden. Bis 2013 existierte in der Schweiz ist die Arbeitsgemeinschaft Schweizer Sozialfirmen (ASSOF), eine Vertretung von Unternehmen, die Arbeit für Menschen mit Behinderungen oder Benachteiligungen auf dem Arbeitsmarkt schafft (mindestens 30 % Anteil an der Beschäftigung) und dabei mindestens 50 % ihrer Kosten aus dem Erlös von Produkten und Dienstleistungen decken. Seit 2017 sind die Interessenverbände SENS (Social Entrepreneurship Schweiz) mit 42 Mitgliedern (Stand 2021) und das Social Entrepreneurship Netzwerk Deutschland (SEND e.V.) mit rund 450 Mitgliedern (Stand 2020) aktiv, seit 2019 das Social Entrepreneurship Network Austria in Österreich.

## Abgrenzung
Die Abgrenzung des Social Entrepreneurship zum Social Business (deutsch oft mit dem Begriff Sozialwirtschaft oder Dritter Sektor bezeichnet) ist nicht immer eindeutig. Gelegentlich wird dieses zwar als eine spezielle Form des Social Entrepreneurship verstanden. Meist liegt das Social Business jedoch in den Händen traditioneller Wohlfahrtsverbände und -träger, die Erlöse durch Abrechnung von sozialen Leistungen erwirtschaften, die sie selbst oder ihre Tochtergesellschaften erwirtschaften. Auf diese Träger des Dritten Sektors und ihre Ausgründungen in der Rechtsform von (teils gemeinnützigen) Kapitalgesellschaften trifft der Begriff des Entrepreneurship nicht zu, da sie mit ständigen Zuwendungen oder leistungsbasierten Einkünften von Seiten der Sozialversicherungsträger oder Träger der Sozialhilfe wirtschaften und daher ein geringes Risiko tragen. Dies dürfte auch für viele der Unternehmen zutreffen, die relativ risikofrei in den Feldern Arbeitsmarktintegration, Bildung und soziale Dienste arbeiten, also für die Bereiche, in denen deutsche Sozialunternehmen mit Abstand am häufigsten tätig sind.
Als pragmatischer Indikator kann in Deutschland am ehesten eine gemeinnützige Rechtsform dienen, bei der eine Gewinnausschüttung ausgeschlossen ist (profit distribution constraint) und eine reine Gemeinwohlorientierung vorliegt. Allerdings können auch Organisationen ohne Gemeinnützigkeitsstatus (teilweise) soziale und ökologische Ziele verfolgen, die sich durch dieses Vorgehen nicht aufspüren lassen. Sozial motivierte Unternehmen, die ihren Gewinn überwiegend an Investoren ausschütten, werden im Allgemeinen jedoch nicht mit dem Begriff Social Entrepreneurship belegt.
Als weiteres Abgrenzungskriterium wird oft der Innovationsgehalt der Geschäftsidee angegeben. Die Innovation kann sich sowohl auf die Produkte und Dienstleistungen als auch auf Geschäftsmodelle und Organisationsformen beziehen. So zeigt sich, dass innovative Produkte und Services im Sozialsektor oft einen Präventionscharakter haben, über verschiedene thematische Bereiche hinweg reichen oder auf Freiwilligenengagement setzen, um langfristige Kosten für die öffentliche Hand bzw. Sozialversicherungssysteme zu verringern und die Betreuungsqualität zu erhöhen. Ansätze, die eher einer Marktlogik zuzuordnen sind, setzen dagegen häufig auf Hilfe zur Selbsthilfe durch die Bereitstellung von Kapital und Wissen, oder legen besonders hohe ethische oder ökologische Kriterien beim Herstellungsprozess an (Fair Trade, alternative Energien usw.).
Als drittes Abgrenzungskriterium gilt die Erzielung eines leistungsbasierten Einkommens (earned income). Ausschließlich spenden- oder subventionsbasierte Projekte fallen also aus der Definition des Social Entrepreneurship heraus. Viele Projekte im Sozialsektor schaffen zwar einen Nutzen für Dritte und damit einen Wert, den die jeweiligen Organisationen jedoch nicht selbst abschöpfen können (value capturing problem). Oft fehlt der Zielgruppe die Zahlungskraft und Einsparungen durch verringerte Sozialleistungen fallen bei der öffentlichen Hand, aber nicht bei den Unternehmen selbst an. Tatsächlich gelingt es Sozialunternehmen außerhalb der ökologischen Produktion in Deutschland kaum, dieses strukturelle Marktversagen direkt zu überwinden. Dennoch legt die Definition nahe, dass leistungsbasierte Einkünfte neben Spenden, Subventionen oder Freiwilligenarbeit eine zentrale Rolle spielen müssen. Das schließt in Deutschland auch den Fall ein, dass wie im Gesundheits- oder Pflegesektor feste Sätze für bestimmte Leistungen vereinbart werden.
Schließlich werden oft noch demokratisch-partizipative Strukturen als Abgrenzungskriterium genannt.
Gelegentlich werden auch hochinnovative Organisationen ohne Einkommensmodell zum Social Entrepreneurship gezählt (z. B. innovative Schulmodelle). Solche Ansätze setzen in der Skalierung allerdings tendenziell eher auf Übernahme in öffentliche Strukturen und sind daher für eine Finanzierung, die einer Investitionslogik folgt, weniger interessant.

## Erfolgsmessung und Wirkungskontrolle

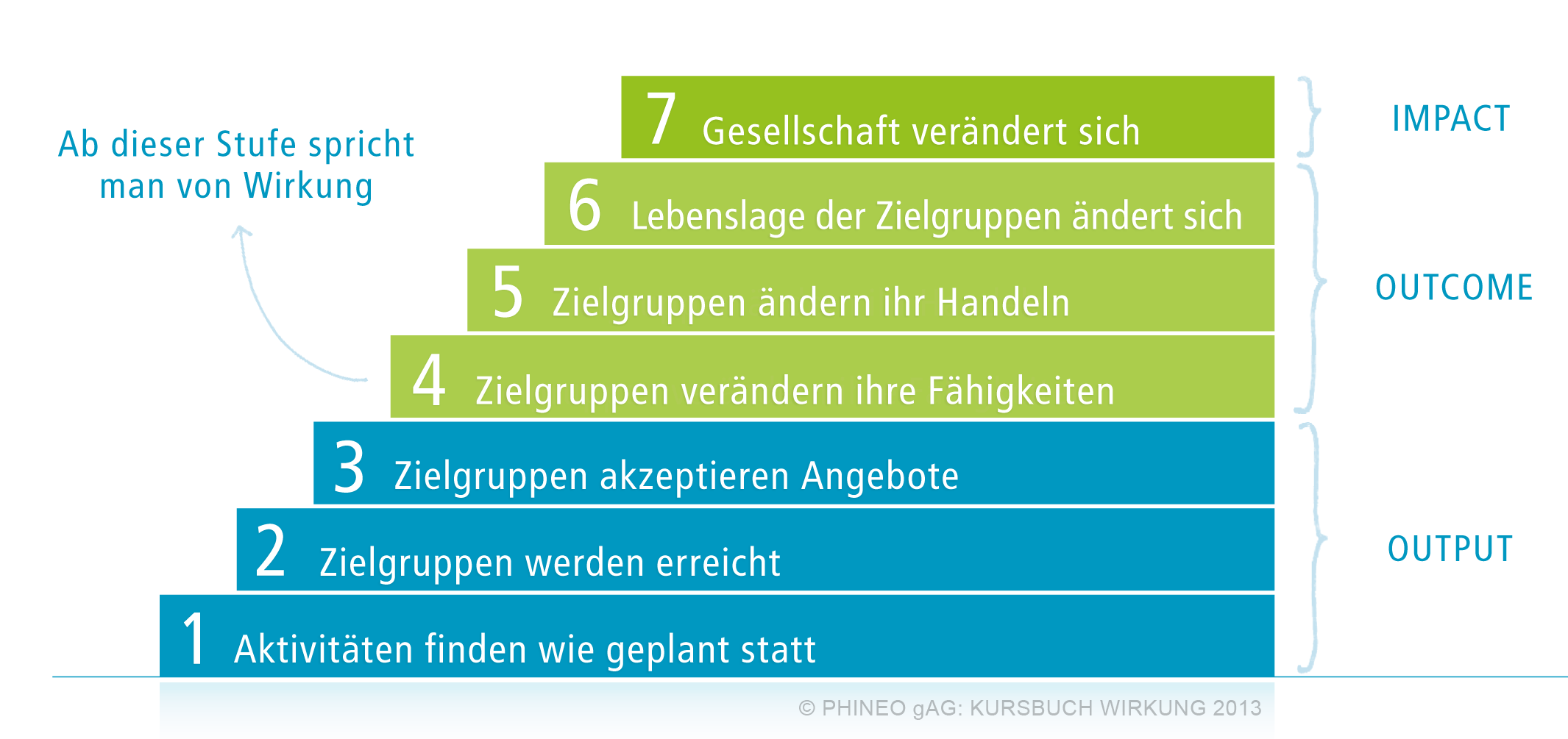
Die Wirkungstreppe veranschaulicht, wie sich Outputs, Outcomes und Impact voneinander abgrenzen

Von Social Entrepreneurs wird häufig erwartet, dass sie mithilfe einer Wirkungsanalyse gegenüber Investoren und anderen Stakeholdern ihren Erfolg bzw. ihren social impact, d. h. die (positiven) Wirkungen auf ihr Themenfeld, nachweisen.
Relevant in diesem Zusammenhang ist der Unterschied zwischen Output (z. B. die Anzahl der arbeitslosen Jugendlichen, die geschult werden) und Outcome (Anzahl der Jugendlichen, die tatsächlich einen Arbeitsplatz erhalten). Das Hauptproblem bei der Bestimmung des Outcome bzw. des Social Impact im Rahmen einer Impact Value Chain ist die Attribution, d. h. die Frage, ob der Output wirklich zur Zielerreichung beigetragen hat und welche anderen Faktoren sich förderlich oder hinderlich auf die Zielerreichung ausgewirkt haben. Zusätzlich stellt sich die Frage, ob die Wirkung auch ohne die Maßnahme oder das Zutun des Entrepreneurs eingetreten wäre, also ob z. B. ein Jugendlicher auch ohne Besuch einer Weiterbildungsmaßnahme einen Arbeitsplatz gefunden hätte. Dies ist häufig nur mit Kontrollgruppenstudien zu beantworten.
Die verbreitete Annahme, dass die Methoden und Standards der Privatwirtschaft zur Wirkungsmessung im Social Entrepreneurship verwendet werden können, ist irrig. Ein sozialer Impact tritt häufig erst nach sehr langer Zeit auf. Zudem unterliegt ein Impact stets mehreren Einflüssen, und nicht dem Wirken eines einzelnen Akteurs.
Ersatzweise wird oft das Capacity Assessment Grid zur Identifizierung der Leistungsfähigkeit einer Organisation aufgrund von Strukturmerkmalen, Skills und anderen Ressourcen herangezogen, ferner die Social Enterprise Scorecard, eine Anpassung der Balanced Score Card, die auch soziale Langfristziele berücksichtigt.

## Wirkungsberichterstattung
Für die Berichterstattung der sozialen Wirkung gibt es noch keine verpflichtenden, einheitlichen Reporting-Standards. Die Organisation Ashoka hat jedoch in Zusammenarbeit mit weiteren Partnern den Social Reporting Standard (SRS) entwickelt, der einen Rahmen für die Berichterstattung vorschlägt. Die Methode hilft dabei, die Wirkungskette von Programmen, Projekten und Organisationen zu dokumentieren und zu kommunizieren. Darüber hinaus erfasst der SRS systematisch weitere wesentliche Elemente der Berichterstattung wie Organisationsstruktur und Finanzen.

## Maximale Verbreitung des Nutzens und Skalierbarkeit

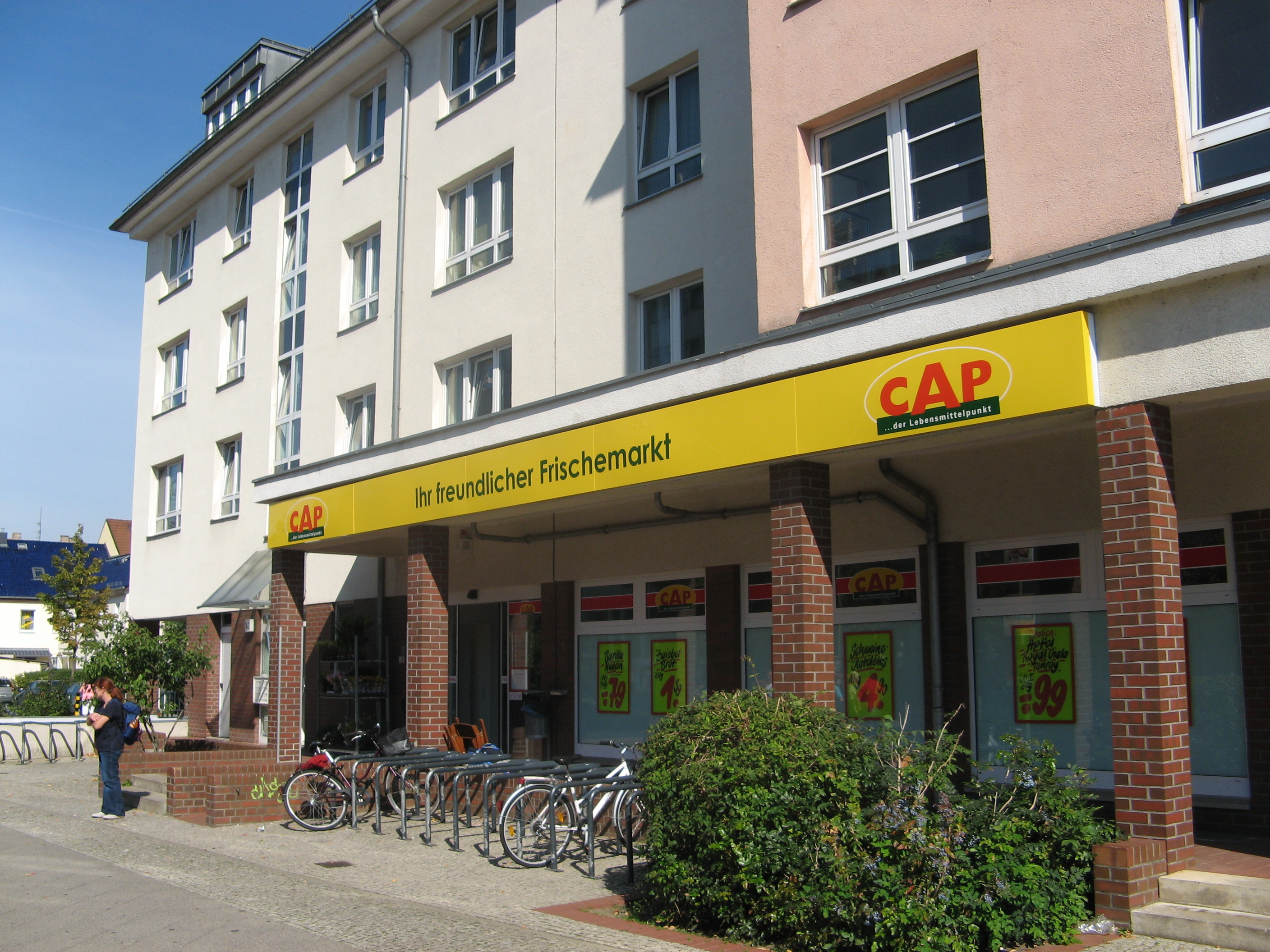
CAP-Markt in Berlin-Köpenick: Skalierung durch Franchising

Ein wichtiger Aspekt der Beurteilung von Geschäftsmodellen des Social Entrepreneurship ist die Frage nach ihrer Skalierbarkeit. Hier kommt es den Gründern nicht in erster Linie darauf an, ihren Wettbewerbsvorsprung vor anderen zu halten und somit eine dauerhafte Rendite zu erzielen. Es ist vielmehr erwünscht, dass positive soziale Effekte, die durch das einzelne Sozialunternehmen erfolgreich demonstriert wurden, in kurzer Zeit in der Gesellschaft verbreitet werden. Viele Sozialunternehmen streben an, möglichst rasch eine kritische Masse von Nutzern und Nachahmern zu erreichen, damit sich die gewünschten Effekte durch das „Klonen“ des Geschäftsmodells und andere Lernprozesse weiter verbreiten (sog. Skalierungseffizienz). Ein wesentlicher Unterschied zu ausschließlich kommerziell orientierten Unternehmen besteht darin, dass eine erfolgreiche Skalierung von Sozialunternehmen nicht nur durch eigenes Wachstum der Organisation erfolgen muss. Durch den Fokus auf die soziale und ökologische Wirkung kann eine erfolgreiche Skalierung auch indirekt gelingen (Impact Investment). Solche Skalierungsprozesse werden u. a. durch Open-Source-Politik oder durch eine hohe Replizierbarkeit des Modells z. B. mittels Franchising ermöglicht: Nachahmer können den Ansatz gegen eine Schulungs- oder Lizenzgebühr übernehmen. So wird die eigene Infrastruktur des Urhebers der Idee bzw. des Franchisegebers gering gehalten. Auch die Kooperation mit etablierten Akteuren im Wohlfahrtsbereich erscheint unter diesem Gesichtspunkt chancenreich. Skalierung kann aber auch einfach durch Wissensdiffusion und Scaling of ideas erreicht werden; die Überzeugungskraft der Gründer spielt dabei eine wichtige Rolle. Weitere Faktoren erfolgreicher Skalierung sind die Managementkompetenz, die Mobilisierbarkeit finanzieller Ressourcen, die Reputation, die Kontrolle der Partner und die Kosten des Transfers des Geschäftsmodells.
Skalierungshemmnisse können die starke lokale Verwurzelung (z. B. die Verflechtung mit der Kommunalpolitik), Fachkräftemangel, starkes Konkurrenzdenken und mangelnde Kooperationsbereitschaft im Sozialsektor, Angst vor Autonomieverlust, Legitimations- und Authentizitätsprobleme bei starkem Wachstum oder Qualitätsprobleme bei Franchisenehmern sein. Auch die Finanzierung des Wachstums aus Eigenmitteln ist bei Inanspruchnahme öffentlicher Fördermittel schwierig, da Sozialunternehmen, das dauerhaft eine Rendite an einen Investor bezahlen kann, gegenüber dem Kostenträger in Erklärungsnot kommen kann. Gemeinnützige Organisationen haben zudem Schwierigkeiten bei der Rücklagenbildung.

## Förderung und Ausbildung
Ein öffentlicher Finanzierungsanteil ist in Europa bei fast allen Sozialunternehmen gegeben, in den USA spielen Stiftungen eine dominierende Rolle zumindest in der Gründungsfinanzierung. In Deutschland fördern einige Stiftungen Social Entrepreneurs ohne Rückzahlungsverpflichtung, so die Siemens Stiftung, die Vodafone Stiftung und die Robert Bosch Stiftung. Weltweit fließt etwa ein Prozent aller professionell gemanagten Investments in das Social Entrepreneurship.
Die Schwab Foundation for Social Entrepreneurship fördert Social Entrepreneurs vor allem in Deutschland und der Schweiz. Als erste Beteiligungsgesellschaft im deutschsprachigen Raum fördert die BonVenture Gruppe seit 2003 Social Entrepreneurs, wobei diesen neben Sozial Verantwortlichem Risikokapital auch Beratung und Netzwerkkontakte zur Verfügung gestellt werden.
Der Social Venture Fund finanziert Sozialunternehmen und investiert in den Bereichen Bildung, Integration, Leben im Alter, Bekämpfung von Langzeitarbeitslosigkeit, Gesundheit. Um Sozialunternehmen mit dem nötigen Eigenkapital auszustatten, können sich außerdem Leih-Schenkgemeinschaften zusammenfinden. Jedes Mitglied verpflichtet sich, über einen bestimmten Zeitraum (z. B. fünf Jahre) monatlich einen bestimmten Betrag zu spenden. Die Spender schließen einen Vertrag mit der GLS-Bank, die die Spenden einzieht. Die Gesamtsumme stellt sie dem Sozialunternehmen sofort (ohne Gewinnmarge) zur Verfügung. Die GLS-Bank gibt den Gesamtbetrag der Leih-Schenkgemeinschaft als Spende.
Bei der seit 2008 jährlich stattfindenden Entrepreneurship - Entrepreneurial Impact International Summer School unter dem Motto Billion Euro Projects to Foster Societal Change der TU München soll unternehmerisches Denken angeregt werden, mit dem Ziel Lösungen für weltweite soziale Probleme zu finden. Konkretes Ziel ist es, in kleinen internationalen und interdisziplinären Teams nachhaltige Geschäftsideen zu entwickeln, die eine Milliarde Euro erwirtschaften, einsparen oder kosten. 2011 wurde die Gründung der Social Entrepreneurship Akademie bekanntgegeben, einem Kooperationsprojekt der vier Münchener Hochschulen.
Im Herbst 2010 hat die deutsche Bundesregierung im Rahmen der Nationalen Engagementstrategie die Förderung des sozialen Unternehmertums verabschiedet. Seit dem 1. Januar 2012 gibt es gemeinsam vom Bundesfamilienministerium und der KfW Bankengruppe ein Finanzierungsprogramm für Social Entrepreneurship.
Seit 2011 bietet die Social Entrepreneurship Initiative & Foundation (seif) in der Schweiz Professionalisierungsprogramme in Form von Seminaren speziell für soziale Unternehmer an. Diese erhalten hier zur Förderung unter anderem Mentoring, Kontakt zu Finanzierungsquellen und die Möglichkeit an dem Businessplan-Wettbewerb Seif-Awards teilzunehmen.
Zudem bieten das Social Entrepreneurship Netzwerk Deutschland als Netzwerkverband, sowie die Ashoka Stiftung, ProjectTogether und Social Impact über verschiedene Förderprogramme Praxishilfe.
Länder mit umfangreichen Aktivitäten und speziellen Ausbildungs- und Beratungseinrichtungen im Bereich des Social Entrepreneurship sind u. a. Indien, Italien, Brasilien oder Mexiko, aber auch die nordischen Länder. Wegweisend in der Ausbildung von Social Entrepreneurs ist u. a. die 1993 gegründete Tiimiakatemia (Team Academy) an der Jyväskylä University of Applied Sciences im südlichen Mittelfinnland.
In vielen Ländern gibt es besondere Rechtsformen gemeinnütziger Unternehmen, die nicht zwingend von Sozialunternehmen genutzt werden müssen, aber in diesem Bereich weit verbreitet sind. In Deutschland sind das die Gemeinnützige GmbH, die Genossenschaft bzw. der eingetragene Verein mit Gemeinnützigkeit, wobei letzterer meist nur in geringem Umfang leistungsbasiertes Einkommen generiert. In England wurden die Rechtsformen der Community Interest Company (CIC; seit 2004) und der Charitable Incorporated Organisation (CIO, 2006) explizit für Sozialunternehmen gegründet.

## Auszeichnungen
Die Social Entrepreneurship Initiative Foundation aus der Schweiz vergibt seit 2011 im deutschsprachigen Raum die mit jeweils CHF 10.000 dotierten Seif Awards in unterschiedlichen Kategorien.
Die Social Entrepreneurship Akademie vergibt jährlich über das Förderprogramm Act for Impact ein Preisgeld in Höhe von 48.000 Euro an die Gewinner.
Die Schwab Foundation for Social Entrepreneurship vergibt den internationalen Preis Social Entrepreneur of the Year.
Der Startsocial-Wettbewerb zeichnet jährlich 100 soziale Organisationen für ihr Engagement aus.